# We Love You Tecca 2
We Love You Tecca 2 è il secondo album in studio del rapper statunitense Lil Tecca, pubblicato nel 2021.

## Tracce
1. Money on Me – 2:23
2. Repeat It (with Gunna) – 3:10
3. Never Left – 2:48
4. Caution – 2:05
5. Seaside (featuring Iann Dior) – 2:12
6. No Discussion – 1:44
7. You Don't Need Me No More – 2:37
8. Fee – 1:52
9. Choppa Shoot the Loudest (with Chief Keef featuring Trippie Redd) – 4:01
10. Did That – 1:48
11. About You (with Nav) – 3:24
12. Lot of Me – 2:03
13. Investigation – 1:41
14. You Gotta Do Better – 1:42
15. Bank Teller (with Lil Yachty) – 2:58
16. Nada – 2:28
17. My Side – 1:51
18. Whatever – 2:26
19. Shooters – 2:05
20. Everywhere I Go – 2:05

## Tracce Deluxe
1. Hold On – 2:43
2. Transynphony – 2:44
3. Virgo – 1:56
4. Grammy Freestyle – 2:11
5. Show Me Up – 2:46

## Classifiche
| Classifica (2021) | Posizione raggiunta |
| ----------------- | ------------------- |
| Stati Uniti       | 10                  |